# Lexicologie
Lexicologie is een onderdeel van de taalkunde dat zich specifiek bezighoudt met de 'bestanddelen' van taal. Het concentreert zich op de aard, betekenis en structuur van woordgroepen, op de samenhang van afzonderlijke woorden (lexemen) en woordonderdelen (morfemen), en op hun onderlinge betekenisrelaties. De lexicologie is in de jaren zestig van de 20e eeuw als afzonderlijke discipline ontwikkeld.
In de lexicografie wordt in hoge mate een beroep gedaan op in de lexicologie verkregen resultaten, met name bij het samenstellen van woordenboeken. 
De lexicologie omvat een aantal subdisciplines waarvan de onomasiologie, de semasiologie, de etymologie, de fraseologie en de onomastiek de belangrijkste zijn.

## Bekende lexicologen
- Dámaso Alonso (1898-1990), Spaans poëet, filoloog en criticus
- Roland Barthes (1915-1980), Frans lexicoloog
- Johan Hendrik van Dale (1828-1872), Nederlands lexicoloog
- Hans Heestermans (1943-), Nederlands taalwetenschapper
- Samuel Johnson (1709-1784), Engels schrijver van een baanbrekend Engels woordenboek getiteld A Dictionary of the English Language
- Cornelis Kiliaan (1529-1607), Belgisch lexicograaf
- Pierre Larousse (1817-1875), Frans grammaticus, lexicoloog en schrijver woordenboek
- Piet van Sterkenburg (1942-), Nederlands lexicoloog
- Frieda Steurs (1958-), Belgisch taalkundige
- Jozef Verschueren (1889-1965), Belgisch lexicograaf
- Noah Webster (1758-1843), Amerikaans lexicoloog en Bijbelvertaler